# Felgyő
Felgyő is een plaats (község) en gemeente in het Hongaarse comitaat Csongrád. Felgyő telt 1412 inwoners (2007).